# Saint-Denis (Seine-Saint-Denis)
Saint-Denis é uma comuna francesa de 94 700 habitantes (2004) situada na Região Metropolitana de Paris, departamento de Seine-Saint-Denis, na região Île-de-France.
Saint-Denis é famosa por ser sede do Stade de France, um dos mais modernos estádios de futebol da Europa.

## Toponímia
O nome da cidade vem do mártir Dinis (século III), que foi o primeiro bispo de Paris. Seu túmulo está localizado na comuna, no local da basílica que leva seu nome, os primeiros edifícios datam do século V.
O gentílico dos habitantes da cidade é Dionysien-ne em referência a "Dionysius" (Dinis em latim).

## História
Na planície de Lendit havia um círculo de pedras: o Perron (representado na pintura Sainte Geneviève au Lendit, Museu Carnavalet), onde foram consagrados os reis gauleses. "O mais belo templo do mundo" de acordo com Constantino que foi aí condecorado. No Lendit (na estrada do estanho) haviam grandes feiras. O pilar dos Nautes foi aí construído (sob Tibério) e embarcou em várias partes da Île Saint-Denis à Île de la Cité.
Aglomeração galo-romana no século II, o lugar era então denominado Catolacus (vicus Catolacus, domínio de Catullus, propriedade galo-romano); atravessada pelo caminho Lyon-Harfleur.
No século III, uma pequena companhia de missionários vindos da Itália para levar a fé cristã à Gália chegou a Lutécia. Entre eles, Dinis, que será o primeiro bispo da cidade. De acordo com Gregório de Tours que conta isso três séculos depois, Denis foi martirizado e decapitado (por volta do ano 250) em Montmartre, mas isso não o impediu: a lenda diz que caminhando com a cabeça sob o braço para a vila de Catolacus onde ele caiu e onde ele será enterrado. O local tomou então o nome de Saint-Denis.